# Rousínov
Rousínov (bis 1921 Nový Rousínov, deutsch Neu Raußnitz) ist eine Stadt in Tschechien. Sie liegt zwanzig Kilometer östlich des Stadtzentrums von Brünn und gehört zum Okres Vyškov.

## Geographie
Rousínov befindet sich südlich des Drahaner Berglandes rechtsseitig des Flüsschens Rakovec. Südlich der Stadt verläuft die Autobahn D1/E 462.
Nachbarorte sind Královopolské Vážany und Habrovany im Norden, Komořany und Podbřežice im Nordosten, Čechyně im Osten, Kroužek im Südosten, Rousínovec und Slavkov u Brna im Süden, Slavíkovice, Velešovice und Holubice im Südwesten, Kovalovice und Viničné Šumice im Westen sowie Vítovice im Nordwesten.

## Geschichte
Die erste schriftliche Erwähnung des Ortes erfolgte 1222, als in einer Urkunde Vladislav Heinrichs und Ottokar I. Přemysls ein Petrus de Russinow als Zeuge aufgeführt wurde. Es wird angenommen, dass damit das spätere Starý Rousínov (Rousínovec) gemeint ist.
Das nördlich davon an der Handelsstraße von Brünn nach Olmütz angelegte Dorf Nový Rousínov dürfte im Zusammenhang mit einer Mautstation entstanden sein, die seit 1321 nachweisbar ist. Zu dieser Zeit gehörte der Ort zur markgräflichen Burg Spielberg. Nachdem Johann von Luxemburg 1333 den Wegezwang für Kaufleute von Wien über Mönitz nach Brünn aufgehoben hatte, profitierte der Ort vom zunehmenden Handelsverkehr. In dieser Zeit wurde Nový Rousínov zur Stadt mit Měníner Recht erhoben. 1350 erhielt die Stadt durch Johann von Luxemburg das Brünner Recht. Während des 15. Jahrhunderts zogen die Hussiten durch Nový Rousínov, und im böhmisch-ungarischen Krieg erfolgten erneut Plünderungen durch durchziehende Truppen. Als die mährischen Stände 1559 die Feste Spielberg von Kaiser Ferdinand I. kauften, erwarben sie auch Nový Rousínov. Bereits 1560 verkauften die Stände die Stadt an Wilhelm Dubčanský. Damit wurde die königliche Stadt zu einer Mediatstadt. In der 1569 von Paul Fabricius geschaffenen Karte der Markgrafschaft Mähren ist Neu Raußnitz als befestigtes Städtchen dargestellt. 1593 erwarb Ulrich von Kaunitz die Stadt und schlug sie der Herrschaft Austerlitz zu.
Während des Dreißigjährigen Krieges wurde die Bevölkerung von verschiedenen durchziehenden Kriegsparteien drangsaliert. 1805 zogen die napoleonischen Truppen auf dem Wege zur Schlacht bei Austerlitz durch Neu Raußnitz.
Nach der Aufhebung der Patrimonialherrschaften bildete Neu Raußnitz/Nový Rousínov ab 1850 eine Stadtgemeinde im Bezirk Vyškov. In der Stadt bestand eine starke jüdische Gemeinde, die auch eine eigene politische Gemeinde bildete. Mit dem Bau der Nordbahn von Brünn nach Sternberg verlor Neu Raußnitz, das die letzte Ausspanne vor Brünn war, seit den 1870er Jahren an Bedeutung. Die Zahl der Fuhrwerke nahm ab und die Transporte wurden auf die Schienen verlegt. In dieser Zeit entwickelte sich die Stadt zu einem Zentrum der Möbelfertigung. Diese erfolgte anfänglich handwerklich in Tischlereibetrieben, die sich nach und nach zu Fabriken zusammenschlossen. Im Jahre 1900 lebten in der Stadt 1615 Menschen.
1921 wurde der tschechische Name der Stadt in Rousínov geändert. Die 1920 gegründete Spojené UP závody a.s. Brno (Vereinigte UP Werke AG Brünn) wurde in den 1930er Jahren der größte Möbelhersteller in Mitteleuropa. 1937 hatte das Unternehmen 1700 Beschäftigte. In Neu Raußnitz bestand eine Berufsschule für die Möbelindustrie.
Größtes Unternehmen mit 500 Beschäftigten ist der Möbelhersteller Tusculum a.s.

## Stadtgliederung
Die Stadt Rousínov besteht aus den Ortsteilen Čechyně (Tschechen), Královopolské Vážany (Königsfeld Waschan), Kroužek (Ringelsdorf), Rousínov (Neu Raußnitz), Rousínovec (Alt Raußnitz), Slavíkovice (Lakowitz) und Vítovice (Wittowitz).

## Städtepartnerschaften
- Dervio, Italien, seit 2005
- Halásztelek, Ungarn, seit 2003
- Podbranč, Slowakei, seit 2005

## Söhne und Töchter der Stadt
- Nikolai Dmitrijewitsch Braschman (1796–1866), österreichisch-russischer Mathematiker
- František Sušil (1804–1868), mährischer Volksaufklärer und Volksliedersammler
- Jakob Brüll (1812–1889), Rabbiner, Talmud-Kapazität
- Franz Joseph Pisko (1827–1888), österreichischer Physiker
- Moritz Jellinek (1829–1914), 1848er-Revolutionär, Arzt
- Rosa Barach (1840–1913), österreichische Novellistin, Pädagogin, Journalistin
- Siegfried Reiter (1863–1943), Philologe
- Siegmund Deutsch (1864–1942), deutscher Bauingenieur und Hochschullehrer, Opfer des Nationalsozialismus
- Radek Suchomel (* 1976), Europameister und Vizeweltmeister im Bodybuilding 2000

## Sehenswürdigkeiten

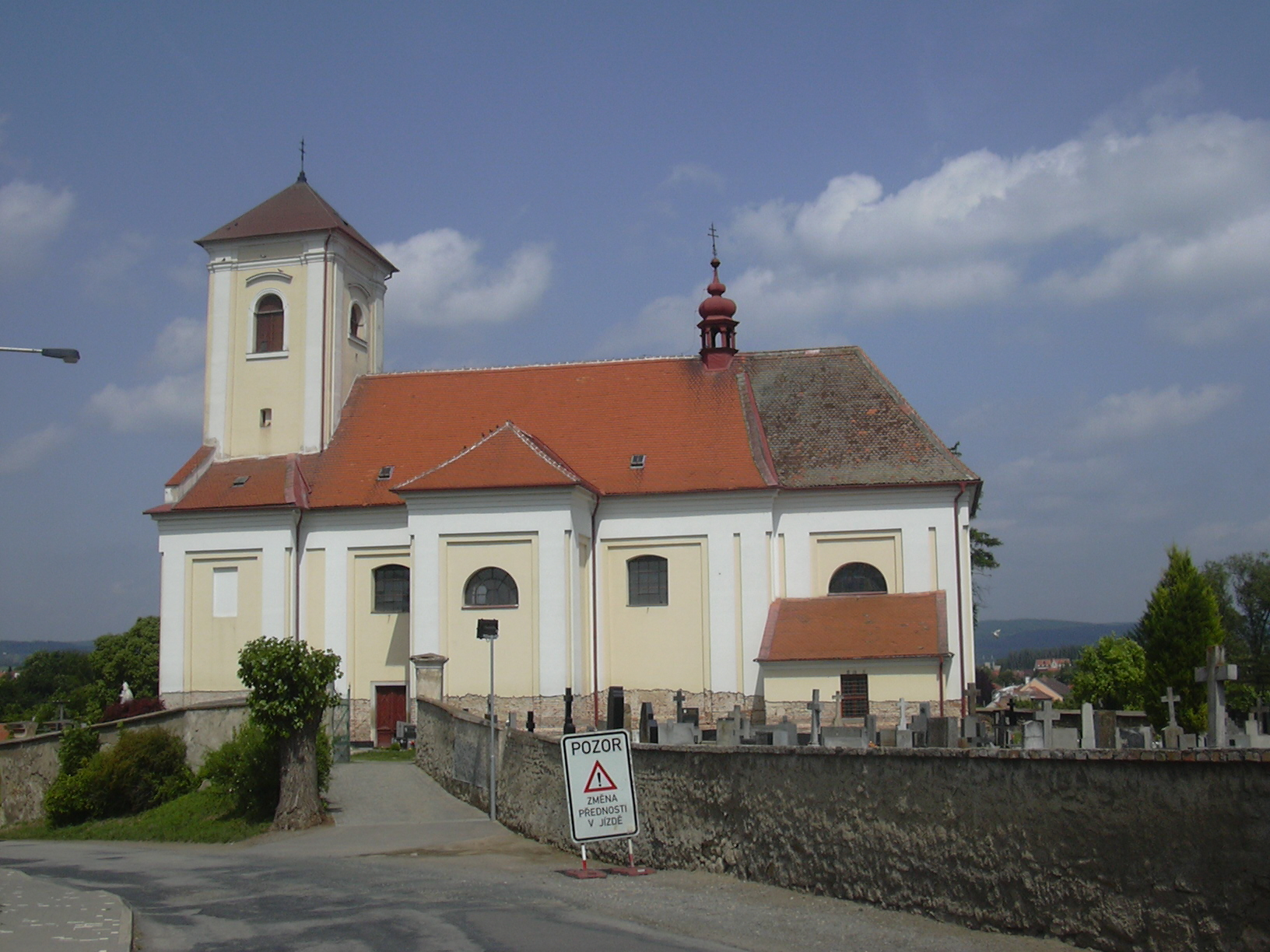
Pfarrkirche St. Wenzel in Rousínovec

- Ehemalige Synagoge, erbaut 1591, heute Hussitische Kirche
- Jüdischer Friedhof
- Geburtshaus von František Sušil
- Denkmal an den eigenhändigen Furchenzug Josephs II. von 1769, am Bahnhof Slavíkovice errichtet 1895
- Barockes Rathaus, errichtet zu Beginn des 18. Jahrhunderts
- Statue des hl. Johannes von Nepomuk, am Markt, errichtet 1772
- Pfarrkirche St. Wenzel in Rousínovec, erbaut 1718 bis 1734
- Filialkirche der hl. Maria Magdalena in Rousínov, erbaut 1696 bis 1717, am Markt
- Kapelle des hl. Florian